# Grifone di Pisa
Il Grifone di Pisa è una scultura in bronzo di grandi dimensioni raffigurante un grifone, una bestia mitica, che si trova a Pisa sin dal Medioevo, anche se è un manufatto di arte islamica. Si tratta della più grande scultura islamica medievale in metallo nota (altezza 1,07 m) ed è stato probabilmente creato nell'XI secolo nella Spagna islamica; è stato descritto come "il più famoso e il più bello e monumentale esempio" di una tradizione di bronzi zoomorfi dell'arte islamica e ora è nel Museo dell'Opera del Duomo di Pisa.

## Storia
Localizzare l'area dove è stato fatto il grifone è stato oggetto di dibattito: Spagna islamica, Egitto, Sicilia, Maghreb. L'Andalusia rimane l'opzione più seguita, ma la Sicilia è altrettanto possibile; l'Egitto fatimide dell'XI secolo sembra essere stato escluso.
Il grifone è il più grande di un gruppo di animali in bronzo islamici sopravvissuti, molti dei quali sono molto più piccoli e avevano la funzione di acquamanili, bruciaprofumi e simili, e la cui origine risale ai contenitori di arte pre-islamica dell'epoca Sasanide. Un gruppo molto più piccolo di simili sculture in bronzo di medie dimensioni erano utilizzati nelle fontane monumentali (come all'Alhambra di Granada): si tratta di oggetti passati da Christie's e raffiguravano un cervo e un leone; lo storico al-Maqqari (XVI secolo) parla di "... conche di marmo con getti elaborati al palazzo di Madinat al-Zahra. (...) Una di queste era circondata da dodici sculture dorate di animali che gettano acqua dalle loro bocche". È stato suggerito che il grifone potrebbe essere stato collocato in una fontana, con l'acqua che sgorgava dalla sua bocca, ma una teoria più recente, basata sui resti delle sue caratteristiche interne, è che esso e il leone più piccolo oggi nel Metropolitan Museum of Art a New York, siano stati progettati per emettere rumori dalla loro bocca, come una sorta di giocattolo meccanico forse in uso nei tribunali islamici.

## Descrizione
Il grifone ha la testa e le ali di un'aquila, il corpo di un leone. Le sue dimensioni sono: altezza 107 cm, lunghezza 87 cm, larghezza 43 cm. È stato realizzato in bronzo con le ali fuse separatamente, tenute in posizione da rivetti, ed è in gran parte cavo all'interno. Contiene una decorazione incisa, tra cui una scritta in arabo in caratteri cufici intorno al petto della bestia e fianchi che dice: "Perfetta benedizione, completo benessere, perfetta letizia, pace eterna e perfetta salute, felicità e buona fortuna per il proprietario"; le ali sono decorate con piume stilizzate, il petto con semicerchi sovrapposti e la parte posteriore con un motivo di cerchi racchiusi in due anelli. Nella parte superiore di ogni zampa vi è una zona con decorazione più elaborata a forma di goccia rovesciata, dove arabeschi circondano un animale (un leone sulle zampe anteriori e un uccello, presumibilmente un'aquila, su quelle posteriori).
Ci sono tre aperture verso l'interno della statua: un'apertura alla bocca, una posteriore - forse per una coda mancante - e una più grande sotto la pancia.

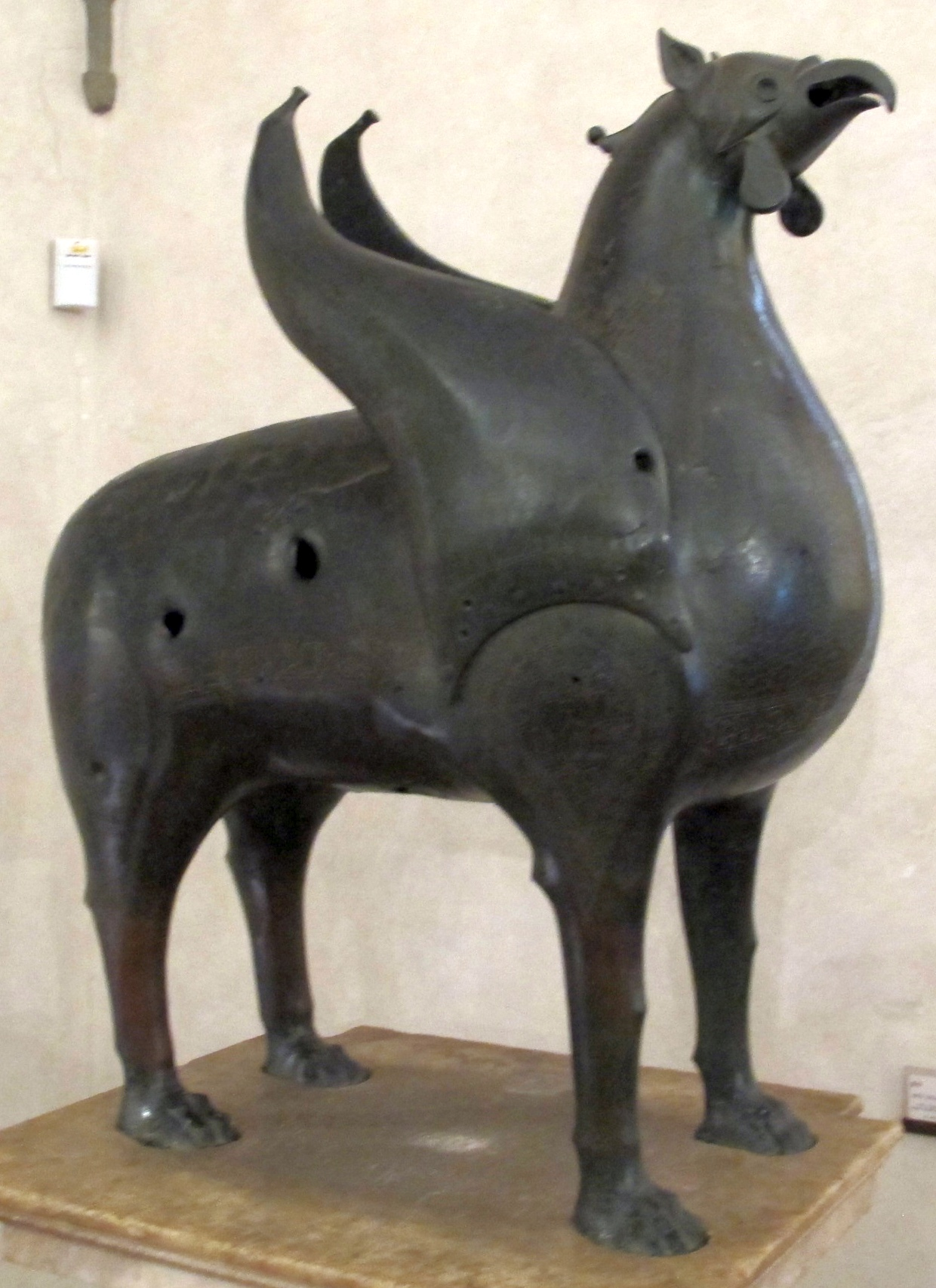
Il Grifone nel museo
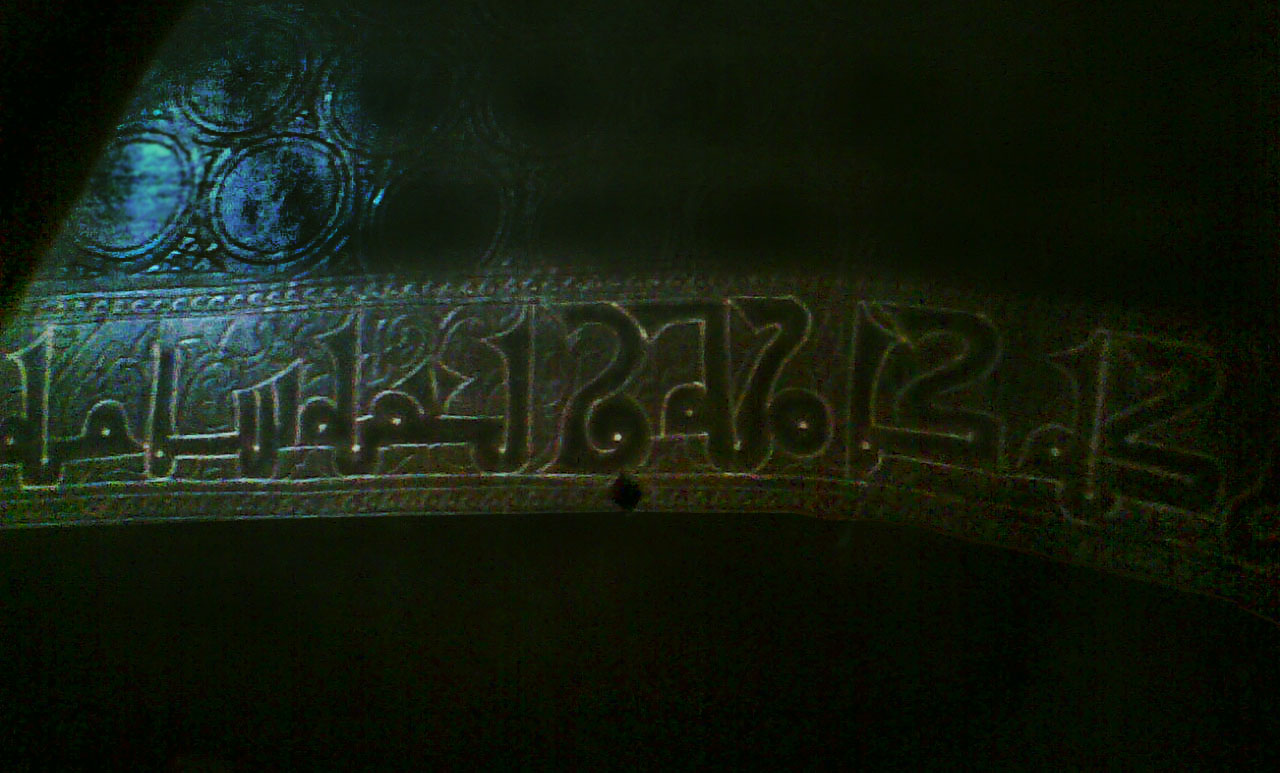
Dettaglio dell'iscrizione cufica
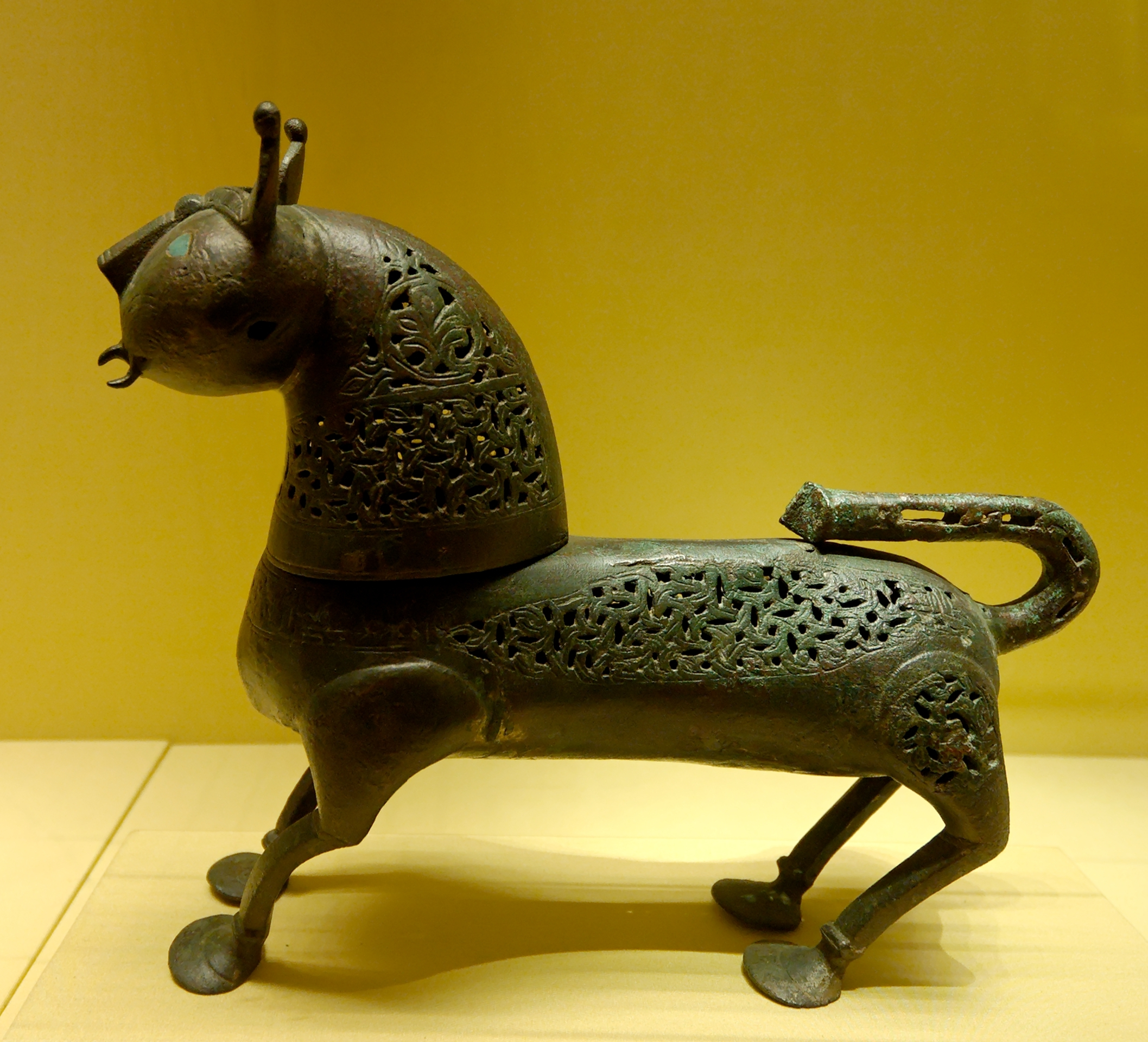
Bruciaincenso persiano, XI-XII secolo.
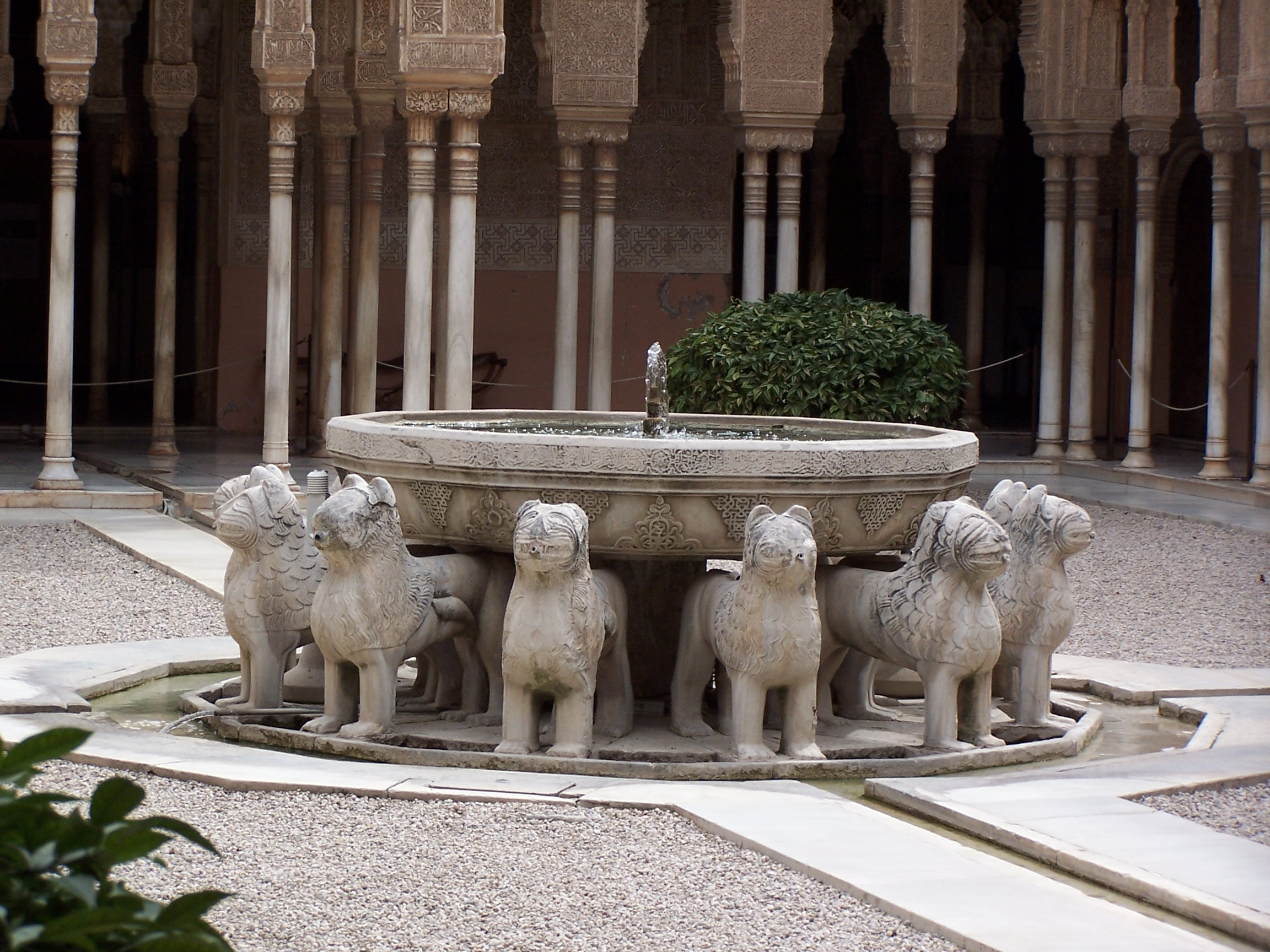
La Fontana dei Leoni, Alhambra, XIV secolo
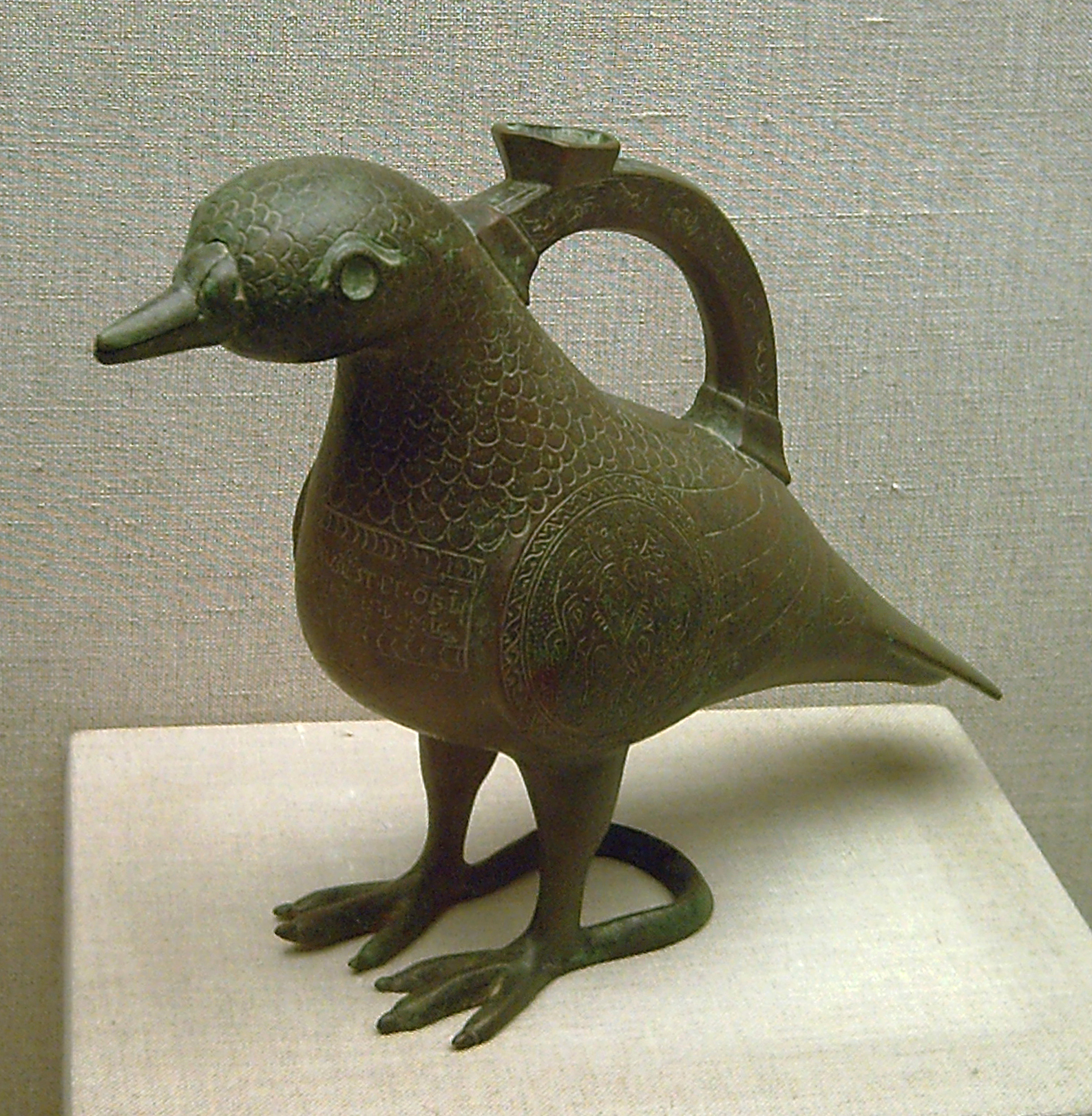
Acquamanile persiano, circa 1100